# Boalkhali
Boalkhali (en bengali : বোয়ালখালী) est une upazila du Bangladesh dans le district de Chittagong. En 2011, on y dénombrait 223 125 habitants.